# جاتونچونگارا
جاتونچونگارا (به اسپانیایی: Jatunchungara) یک کوه در پرو است که در Peru, Arequipa Region واقع شده‌است. جاتونچونگارا ۵٬۲۸۷ متر بالاتر از سطح دریا واقع شده‌است.